# Corythalia pulchra
Corythalia pulchra là một loài nhện trong họ Salticidae.
Loài này thuộc chi Corythalia. Corythalia pulchra được Alexander Petrunkevitch miêu tả năm 1925.